# Mastigoniscus gratissimus
Mastigoniscus gratissimus là một loài chân đều trong họ Haploniscidae. Loài này được Menzies & George miêu tả khoa học năm 1972.